# One Piece: Dragon Dream!
One Piece: Dragon Dream! (ONE PIECE ドラゴンドリーム！?, Wan Pīsu: Doragon Doriimu!) è un videogioco di ruolo pubblicato e sviluppato da Bandai per Game Boy Advance, basato sul manga e anime di One Piece. Questo gioco è il sequel di One Piece: Ocean's Dream! e presenta rispetto a quest'ultimo molte similitudini sia come modalità di gioco che come trama.

## Modalità di gioco
Nel gioco è possibile utilizzare alcuni dei personaggi della serie One Piece per completare delle missioni nei vari livelli. In alcuni livelli bisognerà sconfiggere anche dei boss.

## Personaggi
- Monkey D. Rufy
- Roronoa Zoro
- Usop
- Sanji
- TonyTony Chopper
- Nico Robin
- Nefertari Bibi
- Albida
- Kabaji
- Moji
- Bagy
- Sham e Buchi
- Jango
- Kuro
- Gin
- Creek
- Hacchan
- Arlong
- Fullbody
- Hina
- Smoker
- Tashigi
- Drakul Mihawk
- Shanks
- Igaram
- Mr. 2 Von Clay
- Mr. 1
- Miss Doublefinger
- Crocodile
- Chessmarlimo
- Wapol
- Ener
- Aokiji
- Foxy
- Polluce
- Hamburg
- Franky
- Tatsunoko Dragon

## Accoglienza
Al momento dell'uscita, i quattro recensori della rivista Famitsū hanno dato un punteggio di 26/40.